# Famille Manolesso
 (août 2024).
La famille Manolesso est une famille patricienne de Venise, originaire de l'île de Torcello.

## Historique
La famille Manolesso est originaire de l'île de Torcello,  au nord de la lagune de Venise, où ses membres se sont réfugiés lors des invasions barbares.
Des membres partent en Candie et y restent jusqu'à ce que celle-ci soit conquise par les Turcs.

## Armes

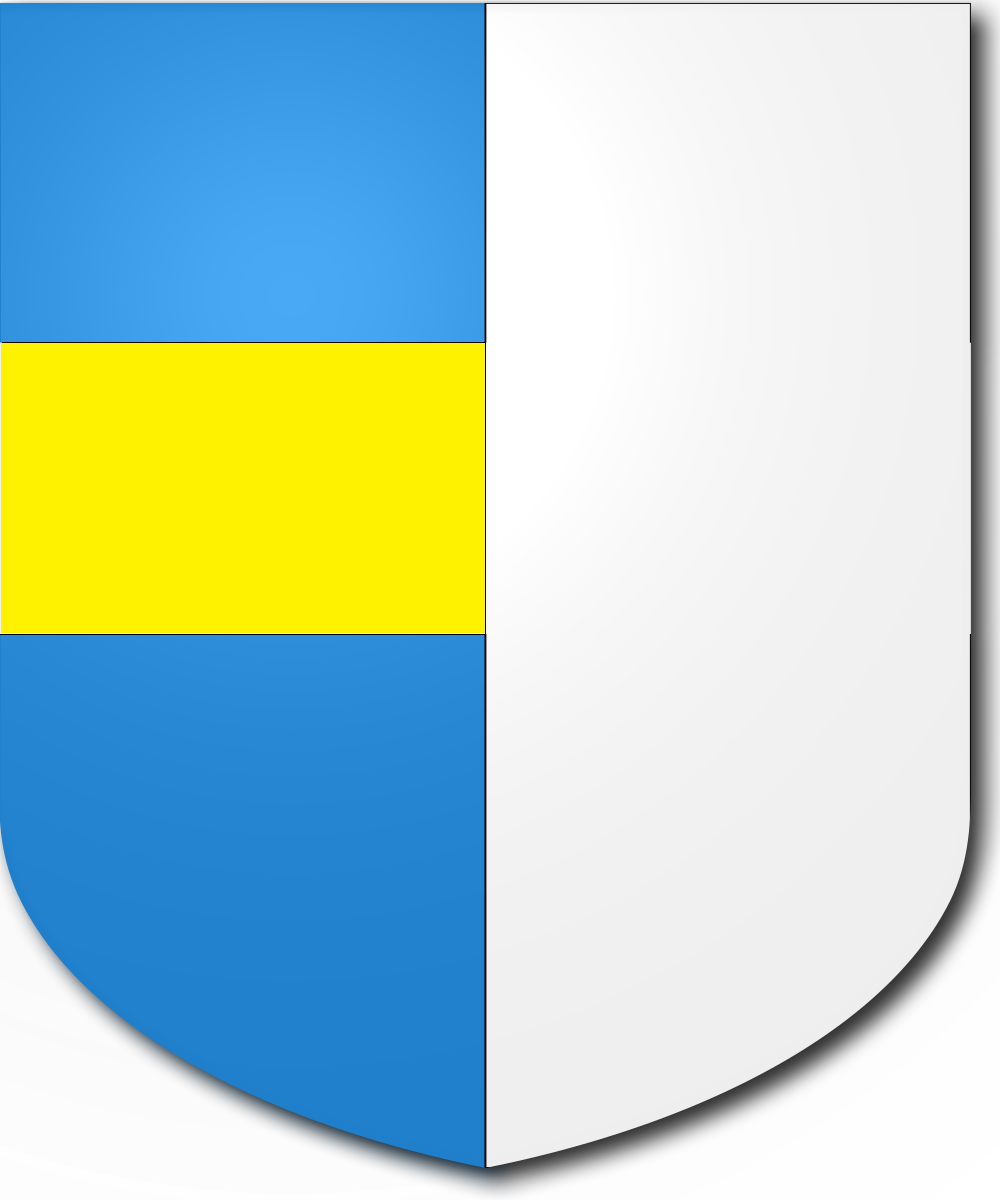
Les armesdes Manolesso

Les armes des Manolesso se blasonnent ainsi : parti d'azur et d'argent, avec une fasce d'argent sur l'azur.
Marco Manolesso ajoute cet écu au sien (azur plein avec une fasce d'argent) à son retour de Candie.

## Palais de Venise
- Palais Manolesso (partie du Palais Ferro Fini)